# Bjørkelibakken
Der Bjørkelibakken ist eine Anlage mit mehreren Skisprungschanzen im norwegischen Stryn in der Provinz Vestland.

## Geschichte
Bereits 1920 wurde die erste Bjørkelibakken-Schanze erbaut. 1930 wurde der Ullberg-Bakken erbaut. Dort sollte dann auch ein Skisprungzentrum entstehen. Die Pläne wurden aber verworfen und am Bjørkeli wurde im „Nordfjord Fritidssenter“ eine Normalschanze erbaut, die 1994 eingeweiht werden konnte. 1996 fanden auf der Schanze die norwegischen Meisterschaften statt, bei denen Kristian Brenden mit 96,5 Metern den Schanzenrekord aufstellte. 2004 fanden die Juniorenweltmeisterschaften in Stryn statt und auf der Schanze wurden die Spezialspringen und die Springen der Kombinierer wurden auf der Schanze durchgeführt. Dabei stellte der Juniorenweltmeister im Spezialspringen, der Pole Mateusz Rutkowski mit 104,5 Metern einen neuen Schanzenrekord auf. Der aktuelle Schanzenrekord von 105,5 Metern wurde am 6. März 2010 von Espen Andersen im Rahmen der norwegischen Jugendmeisterschaften aufgestellt.

## Internationale Wettbewerbe
Genannt werden alle von der FIS organisierten Sprungwettbewerbe.
| Datum           | Kategorie       | Schanze | 1. Platz                                                                  | 2. Platz                                                    | 3. Platz                                                                    |
| --------------- | --------------- | ------- | ------------------------------------------------------------------------- | ----------------------------------------------------------- | --------------------------------------------------------------------------- |
| 15. März 2003   | Continental Cup | HS100   | Morten Solem                                                              | Michael Möllinger                                           | Markus Eigentler                                                            |
| 16. März 2003   | Continental Cup | HS100   | Morten Solem                                                              | Ferdinand Bader                                             | Michael Möllinger                                                           |
| 5. Februar 2004 | Junioren-WM     | HS100   | ÖsterreichRoland Müller Christoph Lenz Nicolas Fettner Thomas Morgenstern | Polen Kamil Stoch Dawid Kowal Stefan Hula Mateusz Rutkowski | DeutschlandPatrick Kaltenbach Tobias Bogner Mark Krauspenhaar Julian Musiol |
| 7. Februar 2004 | Junioren-WM     | HS100   | Mateusz Rutkowski                                                         | Thomas Morgenstern                                          | Olli Pekkala                                                                |